# Psychoda paraloba
Psychoda paraloba är en tvåvingeart som beskrevs av Quate 1967. Psychoda paraloba ingår i släktet Psychoda och familjen fjärilsmyggor. Inga underarter finns listade i Catalogue of Life.